# Чемпіонат Хмельницької області з футболу 2000
Чемпіонат Хмельницької області з футболу 2000 — чемпіонат Хмельницької області з футболу, який тривав з квітня по жовтень 2000 року.

## Команди-учасниці
У Чемпіонат Хмельницької області з футболу 2000 взяли участь 10 команд:
| Команда               | Місто                    | Місце в попер. ч-ті |
| --------------------- | ------------------------ | ------------------- |
| «Енергетик»           | м. Нетішин               | 5                   |
| «Збруч»               | м. Волочиськ             | -                   |
| «Локомотив»           | м. Шепетівка             | -                   |
| «Оболонь-Університет» | м. Кам'янець-Подільський | -                   |
| «Нива-Текстильник»    | м. Дунаївці              | 3                   |
| «СКА»                 | м. Старокостянтинів      | 8                   |
| «Случ»                | м. Красилів              | 4                   |
| «Споліеласт»          | м. Славута               | 7                   |
| «Товтри»              | смт. Чемерівці           | -                   |
| «Цукровик»            | смт. Теофіполь           | -                   |

## Фінальна таблиця
| М  | Команда               | І  | В  | Н | П  | РМ    | О  |
| -- | --------------------- | -- | -- | - | -- | ----- | -- |
|    | «Збруч»               | 18 | 15 | 0 | 3  | 45−11 | 45 |
|    | «Нива-Текстильник»    | 18 | 12 | 3 | 3  | 37−17 | 39 |
|    | «Случ»                | 18 | 11 | 5 | 2  | 41−14 | 38 |
| 4  | «Оболонь-Університет» | 18 | 10 | 3 | 5  | 27−20 | 33 |
| 5  | «Товтри»              | 18 | 8  | 2 | 8  | 26−27 | 26 |
| 6  | «Споліеласт»          | 18 | 6  | 2 | 10 | 16−38 | 20 |
| 7  | «Енергетик»           | 18 | 6  | 1 | 11 | 24−37 | 19 |
| 8  | «СКА»                 | 18 | 5  | 2 | 11 | 17−37 | 17 |
| 9  | «Цукровик»            | 18 | 5  | 2 | 11 | 20−33 | 17 |
| 10 | «Локомотив»           | 18 | 1  | 2 | 15 | 11−34 | 5  |